# Eugenio Amore
Eugenio Amore (* 17. Februar 1972 in Vergato) ist ein italienischer Beachvolleyballspieler, der parallel auch im Volleyball aktiv ist.

## Karriere Beachvolleyball
Amore spielte seine ersten internationalen Turniere 1999 und 2000 mit wechselnden Partnern. 2001 bildete er ein Duo mit Riccardo Lione. Im ersten Jahr erreichten Amore/Lione zwei 17. Plätze in Lignano und Espinho. Bei der Weltmeisterschaft in Klagenfurt überstanden sie die Gruppenphase mit einem Sieg und einer Niederlage, bevor sie sich in der ersten KO-Runde den Laciga-Brüdern aus der Schweiz geschlagen geben mussten. Am Jahresende belegten sie bei den Vitória Open noch den 13. Rang. 2002 schafften sie den 17. Platz in Marseille und Cádiz als beste Ergebnisse auf der FIVB World Tour. Im folgenden Jahr trat Amore mit Andrea Tomatis bei zwei Open-Turnieren und dem Berliner Grand Slam an, ohne vordere Platzierungen zu erreichen.
2005 kehrte Amore mit seinem neuen Partner Riccardo Fenili zurück. Nach drei Siegen bei Satellite-Turnieren in Folge kam das Duo bei den Athen Open als Neunter in die Top Ten. 2006 wurde Amore zunächst mit Tomatis Fünfter der Shanghai Open, bevor er weiter mit Fenili spielte und in Stavanger und Marseille Neunter wurde. Nach einer Phase mit wechselnden Partnern kam er zum Saisonende mit in Stare Jabłonki und Vitória auf die Plätze sieben und neun. 2007 trat Amore zunächst wieder mit Tomatis an, bevor er ein neues Duo mit Riccardo Bizzotto. Das beste Resultat in diesem Jahr war der neunte Rang beim Grand Slam in Klagenfurt. 2008 kamen Amore/Bizzotto nicht über den 17. Platz hinaus. Später spielte Amore wieder mit Lione. Amore/Lione traten bei den Olympischen Spielen in Peking an. Dort gelang ihnen in drei Vorrundenspielen kein Sieg, so dass sie als Gruppenletzter ausschieden.
2009 spielte Amore mit Giuseppe Patriarca nur das Open-Turnier in Rom. 2010 erreichte er mit Fosco Cicola beim römischen Grand Slam und zwei Open-Turnieren keine vorderen Platzierungen. 2012 kehrte er mit Matteo Martino beim Grand Slam in Klagenfurt noch einmal zurück.

## Karriere Hallenvolleyball
In der Halle war Amore bei unterklassigen Vereinen aktiv. Er begann seine Karriere 1991 in Piano di Conca. Von 1993 bis 1998 spielte er in Migliarino in den Ligen B2 und C1. Anschließend war der Angreifer jeweils eine Saison bei den Vereinen Artic Bottega, Codyeco Lupi Santa Croce, BPC Blueline Samgas Crema und Ostia Volley in der dritten italienischen Liga (Serie B1) aktiv. 2002 kehrte er zum mittlerweile in die zweite Liga (A2) aufgestiegenen Verein aus Santa Croce zurück. In den Spielzeiten 2003/04 und 2004/05 stand er bei den B-Ligisten Lunica Volley Aulla und Pallavolo Livorno unter Vertrag. Danach wechselte er zu Quasar Massa. Nachdem er von 2006 bis 2008 in der Halle pausiert hatte, spielte er von 2008 bis 2010 erneut für Massa und stieg mit dem Verein in die zweite Liga auf.